# Proyecto del genoma neandertal

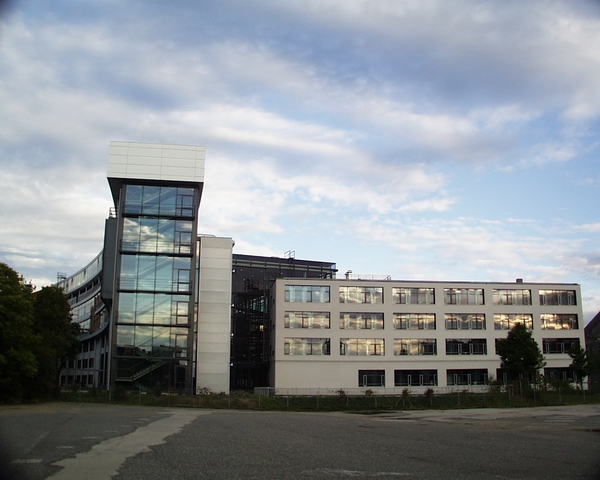
El Instituto Max Planck de Antropología Evolutiva. Leipzig (Alemania).

El proyecto del genoma del neandertal (Neanderthal genome project) es un proyecto de secuenciación anunciado conjuntamente en julio del 2006 por el Instituto Max Planck de Antropología Evolutiva de Leipzig y la empresa de los Estados Unidos 454 Life Sciences.
Se publicaron los resultados del proyecto en el número de mayo del 2010 de la revista Science. Se presentaba allí un borrador del genoma del neandertal basado en el análisis de 4 mil millones de pares de bases de ADN de esa especie. El estudio señalaba que se había dado cierta mezcla de genes entre neandertales y ejemplares de Homo sapiens anatómicamente modernos, y que algunos componentes del genoma del neandertal permanecen en el de los humanos modernos de fuera de África. Con la secuenciación del genoma completo del neandertal en el 2013 por el grupo de Svante Pääbo se ha verificado esta mezcla de genes, entre otros descubrimientos.

## Descubrimientos
Con unos 3.200 millones de pares de bases, el genoma de Homo neanderthalensis tiene un tamaño casi igual que el de H. sapiens. Según se desprende de las secuencias preliminares, los pares de bases de las dos especies son iguales en un 99.7%; la proporción es del 98.8% entre H. sapiens y los chimpancés. En otros estudios, la proporción de igualdad entre los pares de bases de H. sapiens y los de los chimpancés es cercana al 94%.
Se obtuvo ADN de neandertal mediante la extracción practicada en el fémur; para ello se contó con tres huesos de hembras de hace unos 38.000 años hallados en la cueva de Vindija (Croacia), más otros hallados en España, Rusia y Alemania. Sólo hizo falta medio gramo de las muestras óseas para obtener la secuencia, pero el proyecto tuvo que enfrentarse con muchas dificultades: entre ellas, la contaminación del material por bacterias de los neandertales y por quienes habían manejado las muestras en los yacimientos y en el laboratorio.  A la hora de secuenciar el genoma, se escoge la muestra que menor grado de contaminación tenga, para ello se analiza el porcentaje de ADN mitocondrial humano y neandertal por PCR, ya que los ADN tan antiguos son muy fáciles de contaminar. Además, su antigüedad hace que durante su manipulación para la secuenciación haya que tener especialmente en cuenta  y corregir los errores y artefactos que se suelen introducir por esta edad.
En el 2010, el análisis del ADN mitocondrial del homínido de Denisova (Siberia) reveló que el espécimen difiere del hombre moderno en 385 de unas 15.500 bases de nucleótidos; la diferencia correspondiente entre el hombre de neandertal y el hombre moderno es de unas 202; entre los chimpancés y el hombre moderno, de unos 1.642 pares de bases de ADN mitocondrial. El estudio internacional, liderado desde el Instituto Max Planck, por Svante Pääbo, obtuvo la secuencia del genoma del homínido de Denisova, y ratificó que se trata de una especie diferente a los neandertales y los H. sapiens, que habría compartido con los neandertales un ancestro hace unos 650 000 años y con los humanos modernos hace 800 000 años. Aun en el caso de que el linaje del ADN mitocondrial del homínido de Denisova sea anterior a la divergencia entre los neandertales y los humanos modernos, la teoría de la coalescencia, referida al ancestro común más reciente, no descarta una divergencia posterior de su ADN nuclear.
También en Denisova fue encontrada una falange del cuarto o quinto pie de un individuo adulto que al ser analizada resultó ser de un neandertal. Tanto la falange del dedo de la mano del hombre de Denisova encontrada en 2008, como la falange del dedo del pie neandertal encontrada en 2010, pertenecían al estrato 11 de la galería este de la cueva de Denisova, en la cordillera de Altái. Sin embargo, el hecho de que el resto Neandertal apareciese en un subestrato inferior de la cueva, indica una mayor antigüedad del mismo. De este hueso fue obtenida una secuencia completa del genoma neandertal de muy alta calidad, reforzando el análisis genómico tanto la mayor antigüedad que se le dedujo como su origen Neandertal. Así, al individuo al cual pertenecía la falange se le nombró como El Neandertal de Altai.

## Historia
En el 2006, publicaron sus resultados dos equipos que trabajaban con las mismas muestras de neandertal:
- El equipo de Richard Green, en Nature.[15]

- El equipo de Noonan, en Science.[16]

Esos resultados fueron recibidos con cierta crítica, sobre todo en lo referente a la posibilidad de la inclusión de genoma de neandertal en el del hombre moderno. El gen FoxP2, relacionado con el habla, fue hallado en el ADN de los ejemplares 1.253 y 1.351c de la cueva de El Sidrón, y presentaba las mismas mutaciones que en el hombre moderno, lo que apunta a que una especie podría haber tenido algunas de las capacidades básicas de lenguaje de la otra.
En el 2006, el equipo de Richard Green había empleado una técnica de secuenciación, por entonces novedosa, que había desarrollado la empresa 454 Life Sciences y que servía para amplificar moléculas individuales con el objetivo de su caracterización, y proporcionaba más de un cuarto de millón de secuencias cortas. La técnica facilita lecturas localizadas al azar, de manera que las secuencias de interés, como son los genes que difieren entre el neandertal y el hombre moderno, también se presentan al azar. El empleo de esa técnica destruye la muestra secuenciada.
El equipo de Noonan, dirigido por Edward Rubin, empleó una técnica diferente: hacer inserción del ADN de neandertal en bacterias que harían copias de un fragmento. El equipo demostró que se puede obtener secuencias del genoma del nandertal empleando una aproximación metagenómica basada en una genoteca. Todo el ADN de la muestra se perpetúa en genotecas metagenómicas.
En conjunto, los resultados de un equipo y los del otro fueron muy similares, si bien uno señalaba que podía haberse dado la mezcla de los genomas del hombre de Neandertal y el moderno, y el otro no halló indicios de ese hecho. Ambos declararon que no había datos suficientes para llegar a una conclusión definitiva al respecto.
La publicación del equipo de Noonan refería que algunas secuencias del ADN de neandertal se correspondían con otras de los chimpancés, pero no del hombre moderno. De esta manera, se puede calcular con cierta precisión la antigüedad del ancestro común más reciente de H. sapiens y H. neanderthalensis: a partir de sus muestras de neandertal y las de referencia de hombre moderno, el equipo considera una antigüedad de 706.000 años en el caso de ese ancestro común, y 370.000 en el caso de la separación entre las poblaciones ancestrales de neandertales y modernos.
En una investigación anterior del ADN mitocondrial, dirigida por Svante Pääbo en 1997, se había obtenido como resultado que la separación de linajes tenía una antigüedad de unos 500.000 años. El equipo de Green calculó una antigüedad de 516.000 años en el caso del ancestro común, y no indicaba antigüedad de la separación, si bien sostenía que el promedio en la divergencia de los alelos de la especie actual es de 459.000 con un margen de error de unos 40.000: se establecía el margen de confianza desde hace 498.000 años hasta hace 419.000, con un 95% de probabilidad de acierto. Todas estas cifras se obtuvieron considerando ausencia de presión selectiva. De haberse dado esa presión, la separación podría haberse dado antes. Se afirmaba en ese estudio:
« Neanderthal genetic differences to humans must therefore be interpreted within the context of human diversity.» (« Las diferencias genéticas entre H. neanderthalensis y H. sapiens han de ser interpretadas, por tanto, en el conjunto de la diversidad humana.»)
Por su parte, el equipo de Noonan no encontró evidencia de presencia de genoma de H. neanderthalensis en el de H. sapiens, pero no descartaba una mezcla de hasta un 20% con una probabilidad mayor del 95%, por lo que evitó pronunciarse al respecto de manera conclusiva.
En febrero del 2009, el equipo del Instituto Max Planck, dirigido por Svante Pääbo, informó de que había completado el primer borrador del genoma del hombre de Neandertal. Los resultados de un análisis anterior habían apuntado a que los neandertales eran una especie abocada a la extinción, y a que no había trazas de sus genes en los hombres modernos. Resultados posteriores indicaban que algunos neandertales adultos presentaban intolerancia a la lactosa. Con respecto a la posibilidad de obtener un hombre de Neandertal mediante clonación, decía Pääbo: « Partiendo de ADN extraído de un fósil, es y seguirá siendo imposible.»
En mayo del 2010, el proyecto publicó un borrador de la secuencia del genoma del neandertal. En contradicción con los resultados del examen del ADN mitocondrial, se demostró que había un margen del 1 al 4% de aporte genético del neandertal a los humanos modernos de fuera de África. A partir de las muestras de H. sapiens con que contaba el equipo, procedentes de Eurasia, en concreto de Francia, del pueblo han y de papúes, se estableció que podía haberse dado el cruce entre las dos especies en Oriente antes de que H. sapiens emigrase a Europa. No obstante, hay polémica en cuanto a esa consideración, ya que faltan hallazgos arqueológicos que la apoyen, y el registro fósil no señala esa coincidencia espaciotemporal de las dos especies.
Con anterioridad, en 1999, se había publicado un informe sobre el fragmento de una costilla perteneciente al esqueleto incompleto de un niño neandertal hallado en la cueva Mezmaiskaya, del piedemonte noroccidental del Cáucaso. Mediante la datación por radiocarbono, al fragmento se le había asignado una antigüedad de 29.195 ± 965 años AP; se entendía, por tanto, que era un resto correspondiente a los últimos hombres de Neandertal. Se había obtenido material genético para llevar a cabo una secuencia de ADN mitocondrial, que presentaba una divergencia del 3.48% con el de Feldhofer. El hallazgo de este último se había producido 2.500 km más a occidente, en Alemania. Mediante análisis filogenético, se adscribieron los dos ejemplares a un clado al que es ajeno el hombre moderno, y se indicaba que ninguno de los dos tipos de ADN mitocondrial había contribuido al acervo génico correspondiente de la especie actual.
En marzo de 2013 el equipo de proyecto del genoma neandertal del Instituto Max Planck publicó una secuencia completa del genoma neandertal.

## Crítica
Una revisión de los datos de los equipos de Noonan y de Green, hecha por Wall y Kim en el 2007, sostiene que no son compatibles. Además, plantea problemas dignos de consideración con respecto a la fiabilidad de los datos de uno de los estudios, bien en relación con la posibilidad de contaminación por ADN moderno, bien con la de un alto grado de error en las secuenciaciones o bien con una cosa y con la otra.
La repetición de los análisis confirmó los dos resultados: el de 706.000 años de antigüedad del ancestro común considerados por el equipo de Noonan y el de los 516.000 considerados por el equipo de Green. Con los datos del equipo de Noonan, se asignaba una antigüedad de 35.000 años a la separación de la población moderna del neandertal; y con los del equipo de Green, de 325.000. El equipo de Green no había considerado fecha de separación en su estudio; el de Noonan había considerado en principio 440.000 años, si bien se consignó después una antigüedad de 370.000 para esa separación.
Como el equipo de Noonan no había podido llegar a la conclusión de que no se hubiera producido hibridación, estableció que había poca probabilidad de que se hubiera dado en un grado apreciable. El equipo decidía considerar una contibución nula del ADN del neandertal al acervo génico europeo actual, tomando como base un margen de confianza fiable en un 95% que indicaba no obstante un margen de hasta el 20% de contribución. La repetición de los análisis hecha por Wall y Kim indicaba márgenes también del 0 al 20% con los datos de Noonan, y del 81 al 100% con los datos de Green. Estos resultados, altamente inconsistentes, sólo podían formar un conjunto coherente de haberse producido la separación en tiempos muy recientes: hace 60.000 años o menos. Pero, aun en ese caso, no habría coherencia entre esa fecha y la determinada para la separación en Europa en el estudio de Noonan.

## Genoma completo del neandertal
En enero de 2014 Svante Pääbo publica en la revista Nature las conclusiones a las que se ha llegado tras obtener la secuencia completa del genoma del neandertal. El ADN utilizado para esta secuenciación fue tomado de la falange del cuarto o quinto dedo del pie de un homínido descubierto en el estrato 11 de la galería este de la Cueva de Denisova (cordillera de Altái), una vez identificado como perteneciente a la estirpe neandertal. Para dicha identificación se llevan a cabo distintos análisis filogenéticos empleando el ADN mitocondrial o basándose en las transversiones (sustituciones de una purina por una pirimidina o viceversa) existentes entre los ADN nucleares de diversas especies, comprendiendo tanto a genomas de humanos actuales como a distintos genomas Neandertales y el Denisovano. Así, se concluye que este homínido comparte un ancestro común con el resto de los neandertales con los que se compara, siendo el niño neandertal encontrado en la Cueva Mezmaiskaya con el que se encuentra más íntimamente relacionado. 

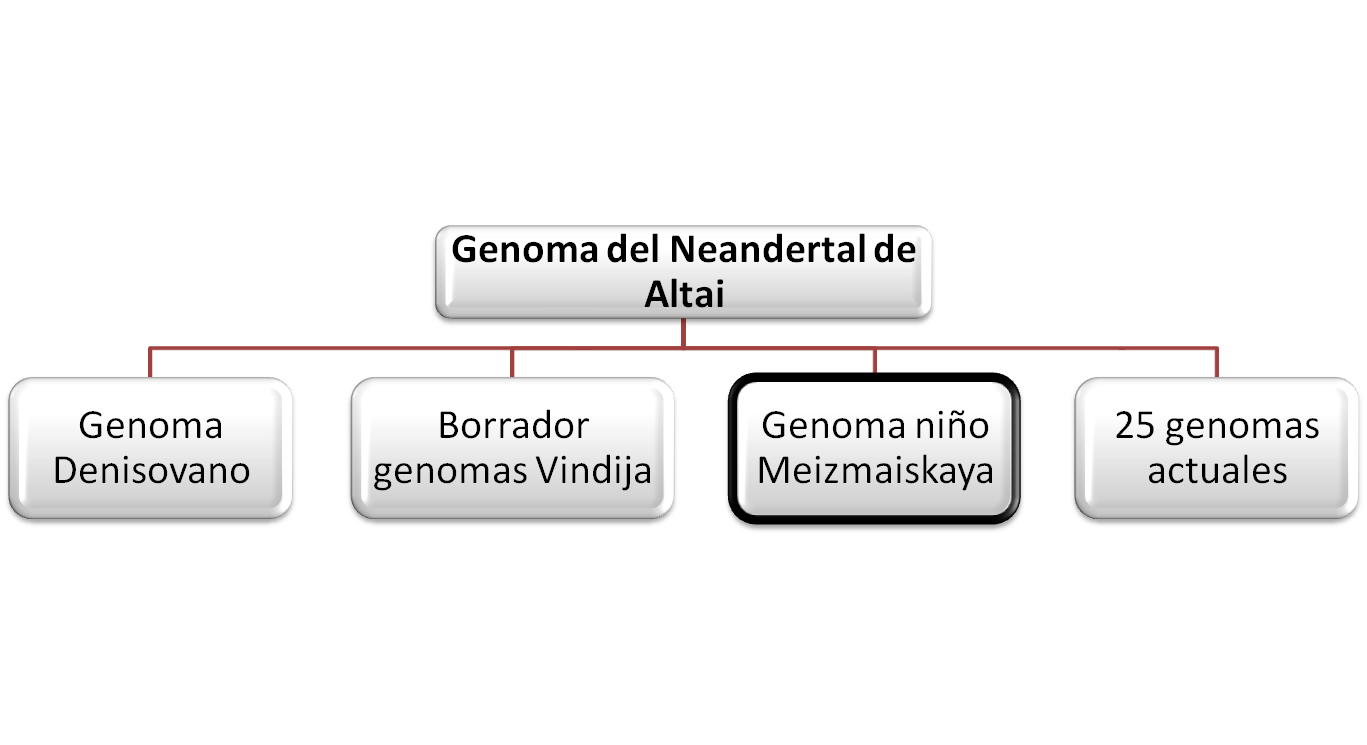
Comparación del Genoma del Neandertal de Altái con genomas de otros homínidos por Prüfer et al., 2014. Enmarcado el homínido con mayor relación

El análisis del genoma de este individuo también revela la existencia de un alto grado de endogamia, pues al comparar las dos copias del genoma (una que proviene del padre y otra de la madre) aparecen gran cantidad de regiones con un elevado porcentaje de homocigosis; revelando que los padres estaban estrechamente emparentados al calcularse un coeficiente de inbreeding de 1/8 (equivalente a un nivel de medio-hermanos). De hecho, el alto grado de homocigosis en el cromosoma X indica que estos progenitores compartían, al menos, una madre en común.e Todas las investigaciones coinciden en que el tamaño efectivo de la población neandertal no era muy grande, debido probablemente a que se expandieron en grupos pequeños. Además, la historia demográfica de las poblaciones Neandertal de Altái y Denisovana presentan una progresión muy distinta a la estimada para la población ancestral de humanos actuales. Así, el grupo de Pääbo muestra cómo todas las poblaciones ancestrales habrían sufrido una reducción de su tamaño poblacional en un momento anterior a un millón de años, de la cual la población ancestral de Homo sapiens actuales logra recuperarse, mientras que las poblaciones de Altái y Denisova continuaban disminuyendo en tamaño.
Los cálculos de los tiempos de divergencia entre especies, basados en el Pairwise Sequentially Markovian coalescent model (PSMC), son más exactos al utilizar este genoma completo; hallándose que los humanos se dividieron de los neandertales y de los denisovanos hace entre 553.000 años y 589.000 años; mientras que los neandertales y los denisovanos se separaron hace 381.000 años. También se estimaron los tiempos de divergencia entre el Neandertal que contribuyó al DNA del humano actual y el genoma del Neandertal de Altái en 77.000-114.000 años; así como el tiempo de divergencia entre el idéntico caso para poblaciones denisovanas en 276.000-403.000 años. Estos datos serían consistentes con el hecho de que la población Denisovana presentase un mayor tamaño que las poblaciones Neandertales, estuviese más subdividida, fuese más diversa y/o poblase una mayor extensión geográfica. Además, estas ideas concuerdan con el hecho de que se haya encontrado una baja diversidad entre los genomas Neandertales nuclear y mitocondrial.
La identificación y cuantificación de regiones de ascendencia neandertal o denisovana en el genoma humano permite conocer el flujo genético que tuvo lugar entre estas especies, es decir, la contribución genómica entre ellas. Para ello, se emplea el Modelo oculto de Márkov. Los humanos que viven en la actualidad fuera del continente africano tienen alrededor de 1,5 - 2,1 % del genoma heredado de los neandertales. Además Se ha observado también que los denisovanos dejaron rastros genéticos que perduran en los humanos modernos, mayoritariamente en las poblaciones de Oceanía (3 - 6 %) y Asia (0,2 %). Así, se estima que la contribución denisovana a las poblaciones del Asia continental serían 25 veces inferiores a las observadas en poblaciones de Oceanía; no pudiendo descartar que la contribución denisovana a los humanos modernos del Asia continental pudiese ser debida al flujo génico con poblaciones ancestrales de Oceanía, tras mezclarse éstas con los denisovanos.
El homínido de Denisova se llegó a cruzar con un cuarto grupo de los primeros seres humanos que también vivía en Eurasia en ese momento (0,5 - 8 %). La hipótesis más aceptada es que existió un tercer grupo que divergió de los neandertales y denisovanos antes que los humanos, siendo la edad estimada para la separación de humanos actuales y este homínido de 0.9-4 millones de años. Se postula que esta especie podría tratarse del Homo erectus.
Se aprecia un flujo genético también entre los neandertales y los denisovanos, aunque pequeño (menor del 0,5 %). Algunos de los genes para los que se observa una menor divergencia entre ambas especies son HLA y CRISP, implicados en inmunidad y función del esperma, respectivamente.
Este estudio ha permitido realizar un catálogo donde se recopilan las posiciones en las que casi todos los humanos actuales llevan el mismo nucleótido pero difieren de los neandertales, de los denisovanos y de los simios. Se han encontrado un número bajo de sustituciones, inserciones y deleciones, que afectan solamente a 96 sustituciones en 87 proteínas. 87 genes específicos en los humanos modernos que son significativamente diferentes de los genes relacionados con los neandertales y los homínidos de Denisova y que puede proporcionar información sobre las diferencias de comportamiento que nos distingue de las primeras poblaciones humanas que se extinguieron. Algunos de estos genes son VCAM1 (esencial para el mantenimiento de las células madre neurales en la zona subventricular adulta), HGS (codifica para un factor de crecimiento importante en la supresión de tumores) o ST6GAL2 (relacionado con la respuesta a fármacos contra la esquizofrenia), entre otros. También se han detectado 63 regiones afectadas por selección positiva entre humanos y neandertales, es decir, que se han cambiado y fijado rápidamente, y se han mantenido. Regiones que contienen 112 genes, entre los que se encuentran STK3 (envuelto en apoptosis), RB1CC1 (mantenimiento de células madre neurales), PHKB (almacenamiento de glucógeno) o ITFG1 (modulador de células T). Este catálogo de rasgos genéticos que marcan a todos los humanos modernos podría dar una idea de las causas que hicieron posible la expansión y el desarrollo de estas poblaciones humanas, en detrimento de las especies neandertales y denisovanas.